# Садове (Осакаровський район)
Садо́ве (каз. Садовое) — село у складі Осакаровського району Карагандинської області Казахстану. Адміністративний центр Садового сільського округу.
Населення — 686 осіб (2021; 966 у 2009, 1267 у 1999, 1245 у 1989).
Національний склад станом на 1989 рік:
- росіяни — 51 %;
- німці — 27 %.